# روستاند جونيور ماباي
روستاند جونيور ماباي مواليد (1 يوليو 1995) هو لاعب كرة قدم كاميروني يلعب كلاعب مهاجم.

## روابط خارجية
- روستاند جونيور ماباي على موقع قاعدة بيانات كرة القدم.إي يو (الإنجليزية)
- روستاند جونيور ماباي على موقع عالم كرة القدم.نت (الإنجليزية)